# タマサンゴ

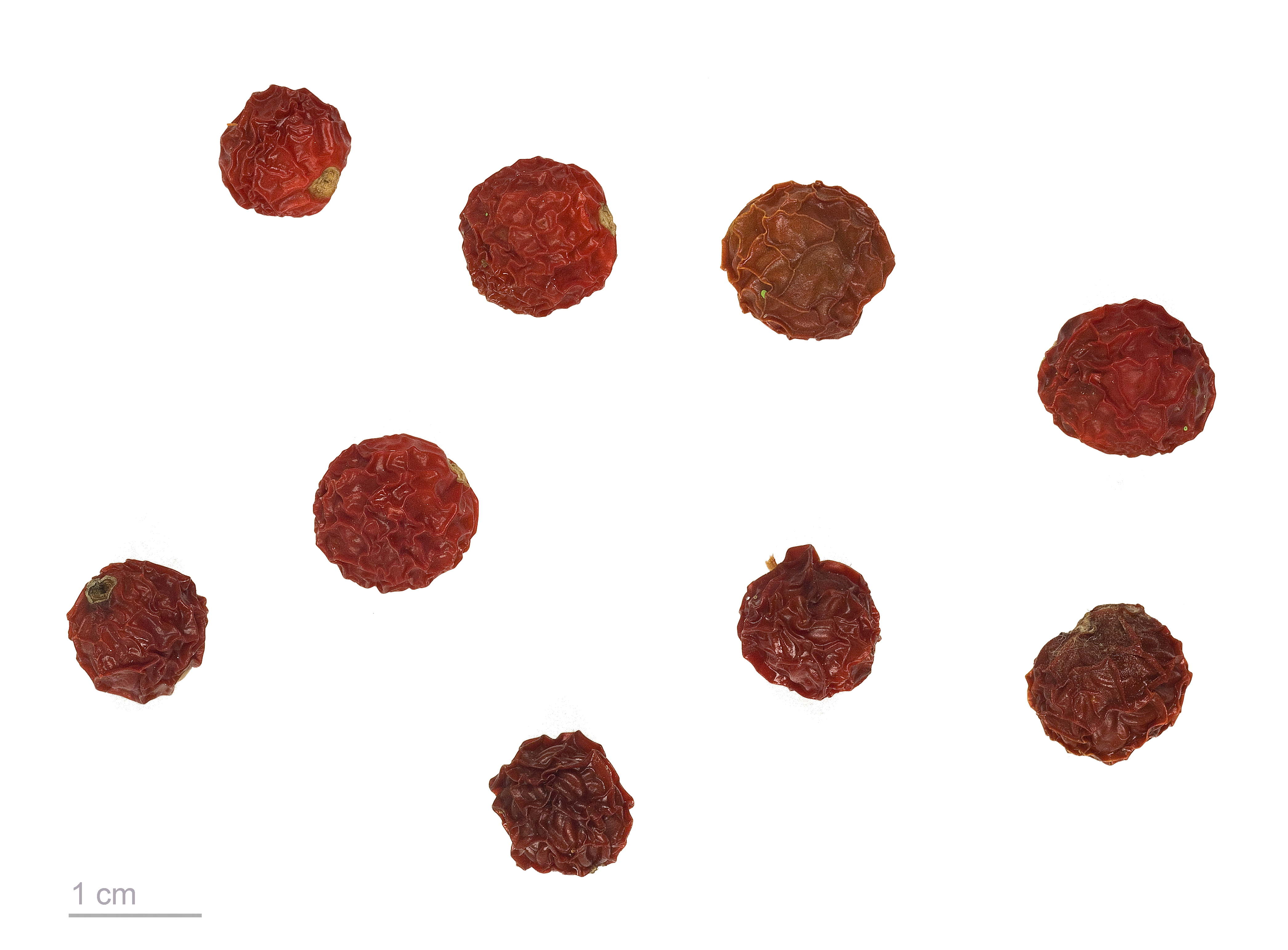
Solanum pseudocapsicum

タマサンゴ（玉珊瑚、学名: Solanum pseudocapsicum var. pseudocapsicum または Solanum pseudocapsicum）はナス科ナス属の非耐寒性常緑低木。別名、リュウノタマ、フユサンゴ。中国名は、珊瑚櫻。
南米原産の常緑低木。花期は5-9月頃であるが、花よりも果実を鑑賞するために栽培される。結実は8-12月頃で、球形の果実が赤く熟していくところを鑑賞する。
リンネの『植物の種』(1753年) で記載された植物の一つである。

## 分布
自生地はボリビア、ブラジル（西中央部、南東部、南部）、パラグアイ、ウルグアイ、アルゼンチン（北東部、北西部、南部）、チリ（北部、中央部、フアン・フェルナンデス諸島）で、それ以外の場所に見られるものは持ち込まれたものである。
日本へは明治中期に入り、今も広く鑑賞として栽培されるが、暖地の一部では野外の林内で野生化している。

## 生態
夏から秋にかけて花を咲かせる。#特徴で述べるように果実は熟すと赤くなるが、少なくとも牧野富太郎が生きていた時代の九州地方の暖地では冬でも青いままであったという。

## 特徴
常緑広葉樹の小低木で、盛んに分枝して株立ちになり、樹高0.3 - 1.5メートル (cm) に生長し、小枝は緑色となる。茎がほとんど無毛のものと、星状毛を密生するものとがあり、同種かどうかははっきりしない。
葉は密で互生し、披針形で有柄、葉縁に鋸歯はないが一般にはかすかに波状となる。葉面は無毛、または脈上に星状毛がある。
花は白色で、花柄が短くついて2 - 4個の総状あるいは単独で咲き、葉と対向する形で出る。萼は緑色で5深裂し、花冠も深く5裂して裂片が平らに開く。雄蕊は5本で花の中央で直立し、葯は黄色である。雌蕊は1本で、柱頭はかろうじて葯の間から外に突き出す。
果実（液果）は小ぶりな球形で径13 - 16ミリメートル (mm) 、無毛で光沢があり、熟すと赤色（まれに黄色）となる。果実は甘いが有毒物質のソラニンが含まれるため、食することは出来ない。全草にソラニンを含むが果実に特に多く含む。果実の中に種子が多数含まれており、種子は扁平な円形をしている。

## 利用
観賞植物として栽培される。